# Antidesma jayasuriyae
Antidesma jayasuriyae là một loài thực vật có hoa trong họ Diệp hạ châu. Loài này được Chakrab. & M.Gangop. mô tả khoa học đầu tiên năm 2000.